# Derrick Gervin
Derrick Eugene Gervin (Detroit, 28 marzo 1963) è un ex cestista statunitense, professionista nella NBA, in Italia, Turchia, Argentina e Israele.
È il fratello di George Gervin, membro della Basketball Hall of Fame.

## Carriera
È stato selezionato dai Philadelphia 76ers al quarto giro del Draft NBA 1985 (90ª scelta assoluta).

## Palmarès

### Individuale
- All-CBA First Team (1990)
- Miglior marcatore CBA (1990)
- Ligat ha'Al MVP: 1

Hapoel Gvat/Yagur: 1994-1995